# مردم بومی سیبری
با احتساب خاور دور روسیه، جمعیت سیبری حدود ۳۳ میلیون نفر است. در نتیجه فتح سیبری از قرن ۱۷ تا ۱۹ میلادی و جنبش‌های بعدی متعلق به روسیه در دوران اتحاد جماهیر شوروی، بومیان روسی امروزه در جمعیت سیبری بخش قابل توجهی را سهیمند. تعداد قابل توجهی از گروه‌های بومی باقی مانده‌است، که کمتر از ۱۰٪ از جمعیت کل سیبری (حدود ۴٫۵ میلیون) را شامل می‌شود؛ که بعضی از آن‌ها از نظر ژنتیکی با مردم بومی قاره آمریکا در ارتباط هستند.

## تاریخچه
در کامچاتکا قیامهای ایتلمنز علیه حکومت روسیه در سالهای ۱۷۰۶، ۱۷۳۱ و ۱۷۴۱ درهم شکسته شد. در اولین قیام، ایتلمنز تنها به سلاح‌های سنگی مسلح بودند اما در قیام‌های بعدی آنها از سلاح‌های باروتی نیز استفاده کردند. قزاقهای روسیه با مقاومت شدیدتر کوریاکها روبرو شدند، آنها از سال ۱۷۴۵ تا ۱۷۵۶ با کمان و اسلحه قیام کردند و حتی مجبور شدند از تلاش برای از بین بردن چوکچی در سالهای ۱۷۲۹، ۱۷۳۰–۱ و ۱۷۴۴–۷ منصرف شوند.

## گروه اورالیک

### خانتی و مانسی
خانتی‌ها (منسوخ شده: Ostyaks) و مانسی‌ها (منسوخ شده: Voguls) در اوکرو، ناحیه خودگردان خانتی-مانسی، در منطقه‌ای در روسیه که با نام یوگرا شناخته می‌شود، زندگی می‌کنند. تا سال ۲۰۱۳، شرکت‌های نفت و گاز، بسیاری از سرزمین‌های قبایل خانتی را ویران کرده بودند. در سال ۲۰۱۴ پارلمان منطقه‌ای خانتی مانسی به تضعیف قوانینی که قبلاً از محافل خانتی و مانسی محافظت می‌کرد، ادامه داد این قانون این بود که شرکتهای نفت و گاز، قبل از ورود به سرزمین‌هایشان باید از قبایل اجازه بگیرند.

### گروه یوکاغیر
زبان یوکاغیر زبانی از خانواده کوچکی از دو زبان نزدیک به نام‌های کولیمای پایین و دره‌های ایندیگیرکا هستند که توسط یوکاغیرها تکلم می‌شود. دیگر زبانها، از جمله چووانتسی که در داخل و شرق بیشتر صحبت می‌شوند، اکنون منقرض شده‌اند. برخی توسط یوکاغیر برگزار می‌شود که مربوط به زبانهای اورالی در خانواده اورالیک - یوکاگیر است.
یوکاغیرها (خودآرایی: ازул odul، деткиль detkil) افرادی در شرق سیبری هستند که در حوضه رودخانه کولیما زندگی می‌کنند. تندرا یوکاگیرها در منطقه کلیما پایین در جمهوری ساخا زندگی می‌کنند، تایگا یوکاغیرها نیز در منطقه کولیما علیا در جمهوری ساخا و در منطقه سردنکانسکی در استان ماگادان. در زمان استعمار روسیه در قرن هفدهم، گروه‌های قبیله ای یوکاغیر (Chuvans , Khodyns , Anauls و غیره) سرزمین‌هایی از رودخانه لنا تا دهانه رودخانه آنادیر را اشغال کردند. به دلیل اپیدمی‌ها، جنگ‌های داخلی و سیاست استعمار تزاری، تعداد یوکاغیرها بین قرن‌های ۱۷ و ۱۹ کاهش یافت. برخی از یوکاغیرها با یاکوت‌ها، اوِن‌ها و روس‌ها شباهت پیدا کرده‌اند. در حال حاضر یوکاغیرها در جمهوری ساخا و منطقه خودمختار چوکوتکای فدراسیون روسیه زندگی می‌کنند. طبق سرشماری سال ۲۰۰۲ تعداد کل آنها ۱۵۰۹ نفر بود، در حالیکه در سرشماری سال ۱۹۸۹ تعداد آنها ۱۱۱۲ نفر بود.

### گروه مغولی
جمعیت بوریات‌ها تقریباً ۴۳۶ هزار نفر است که آنها را به بزرگترین گروه اقلیت قومی در سیبری تبدیل می‌کند. آنها عمدتاً در کشور خود یعنی جمهوری بوریاتیا، یک بخش از فدرال روسیه متمرکز شده‌اند. آنها شمالی‌ترین گروه اصلی مغول هستند.
بوریات‌ها آداب و رسوم بسیاری را با عموزاده‌های مغولی خود از جمله گله داری عشایری و احداث کلبه‌هایی برای پناه دادن مشترک دارند. اگرچه بسیاری از آنها به‌طور سنتی در حومه شهر زندگی می‌کنند اما امروزه اکثریت بوریات‌ها در اولان اوده، پایتخت جمهوری و اطراف آن زندگی می‌کنند. زبان آنها نیز بوریاتی نامیده می‌شود.